# Мохоновка (Стародубський район)
Мохоновка — село в Стародубському муніципальному окрузі Брянської області.

## Географія
Знаходиться в західній частині Брянської області на відстані приблизно 7 км по прямій на північний захід від районного центру міста Стародуб.

## Історія
У XVII—XVIII століттях входило в 1-шу полкову сотню Стародубського полку. У XVIII столітті у володінні Данченків. Відомо, що в 1798 році в селі вже існувала Миколаївська церква, в 1906 році в селі була зведена нова церква. За радянських часів працювали колгоспи «Червоний хлібороб» і «Зоря». У 1859 році тут (село Стародубського повіту Чернігівської губернії) числилось 29 дворів, у 1892 році — 52. До 2019 року село входило до складу Мохоновського сільського поселення як адміністративний центр, із 2019 по 2021 роки до складу Запольськохалієвицького сільського поселення Стародубського району до їх скасування.

## Населення
Чисельність населення: 216 осіб (1859 рік), 267 осіб (1892 рік), 194 осіб у 2002 році (росіян 98 %), 194 осіб у 2010 році.